# Pescopennataro
Pescopennataro é uma comuna italiana da região do Molise, província de Isérnia, com cerca de 386 habitantes. Estende-se por uma área de 18 km², tendo uma densidade populacional de 21 hab/km². Faz fronteira com Agnone, Borrello (CH), Capracotta, Rosello (CH), Sant'Angelo del Pesco.

## Demografia
| Variação demográfica do município entre 1861 e 2011                               |
|                                                                                   |
| Fonte: Istituto Nazionale di Statistica (ISTAT) - Elaboração gráfica da Wikipedia |